# Taylor Manson
Taylor Manson (* 29. September 1999 in East Lansing, Michigan) ist eine US-amerikanische Leichtathletin, die sich auf den Sprint spezialisiert hat. Ihren größten sportlichen Erfolg feierte sie im Jahr 2021 mit dem Gewinn der Bronzemedaille in der Mixed-Staffel bei den Olympischen Sommerspielen in Tokio.

## Sportliche Laufbahn
Erste Erfahrungen bei internationalen Meisterschaften sammelte Taylor Manson im Jahr 2018, als sie bei den U20-Weltmeisterschaften in Tampere in 52,28 s die Bronzemedaille im 400-Meter-Lauf, und mit der US-amerikanischen 4-mal-400-Meter-Staffel in 3:28,74 min die Goldmedaille gewann. Seit 2017 studierte sie an der University of Florida und 2021 erhielt sie einen Startplatz in der Mixed-Staffel für die Olympischen Sommerspiele in Tokio und kam dort im Vorlauf zum Einsatz und trug damit zum Gewinn der Bronzemedaille durch die US-amerikanische Mannschaft bei. 

## Persönliche Bestzeiten
- 400 Meter: 50,79 s, 20. Juni 2021 in Eugene
  - 400 Meter (Halle): 51,82 s, 27. Februar 2021 in Fayetteville